# كأس الخليج للأندية 1997
أُقيمت بطولة الأندية الخليجية أبطال الدوري في عام 1997 في الدوحة، دولة قطر، وفاز فيها نادي النصر السعودي.
نظرا لتعادل نقاط النصر السعودي وكاظمة الكويتي في البطولة، تقرر إقامة مباراة فاصلة في يوم الجمعة 3 يناير 1997 لتحديد البطل بين النصر السعودي وكاظمة الكويتي، وانتهت بفوز النصر بهدف مقابل لا شيء أحرزه ماجد عبد الله في الدقيقة 62.

## الترتيب
| م | النادي        | النقاط |
| - | ------------- | ------ |
| 1 | نادي كاظمة    | 8      |
| 2 | نادي النصر    | 8      |
| 3 | نادي صور      | 4      |
| 4 | النادي العربي | 3      |
| 5 | نادي الشارقة  | 2      |

## طالع أيضًا
- كأس الخليج للأندية